# 颱風巴特 (1999年)
颱風巴特 (Typhoon Bart)，1999年太平洋颱風季的一個熱帶氣旋，在日本造成嚴重損失。五級超級颱風 (SSHWS)。颱風造成36人死亡。

## 影響
| 傷亡人數 | 傷亡人數 |
| -------- | -------- |
| 死亡     | 36人     |
| 受傷     | 1,077人  |
| 其他影響 |          |
| 房屋受損 | 47,150栋 |
| 船舶受損 | 552艘    |

## 外部連結
- . 國立情報學研究所. （英文）